# شهرستان سنت کلیر (میزوری)
شهرستان سنت کلیر، میزوری (به انگلیسی: St. Clair County, Missouri) یک سکونتگاه مسکونی در ایالات متحده آمریکا است که در میزوری واقع شده‌است.